# مجلس الشورى اليمني (1971-1975)
أُنشئ مجلس الشورى الأول عام 1971 في عهد الرئيس القاضي عبد الرحمن الإرياني، رئيس المجلس الجمهوري، كأول مجلس تشريعي منتخب بعد قيام ثورة 26 سبتمبر في العام 1962 ضد الحكم الملكي لآل حميد الدين والمملكة المتوكلية، وقد أُنشئ المجلس بتاريخ 25 فبراير 1971، بناءً على القرار الجمهوري الصادر في 19 يناير 1971م، استنادًا لنص المادة 46 من الدستور الدائم للجمهورية العربية اليمنية، والذي تم إقراره في 28 ديسمبر 1970، وكان قوام هذا المجلس 159 عضوًا منخبًا، ولرئيس المجلس الجمهوري تعيين 20% من أعضاء المجلس، وفقًا لنفس المادة. وقد حل هذا المجلس محل المجلس الوطني المعيَّن، والذي تأسس في 15 مارس 1969م، كمجلس مؤقت، بناءً على القرار الدستوري رقم 2 لسنة 1968م الصادر في 25 سبتمبر 1968م. وكانت مهمة المجلس الوطني الأساسية، إعداد أول دستور دائم للجمهورية العربية اليمنية، والذي بموجبه تمت أول انتخابات لهذا المجلس.

## تكوين المجلس

### التشكيلة الأساسية
في 25 فبراير 1971 تم انتخاب 127 عضوًا انتخابًا مباشرًا ويمثلون 127 دائرة انتخابية (أي ما نسبته 80% من مجموع عدد أعضاء المجلس)، فيما تم تعيين 32 عضوًا بالقرار الجمهوري رقم 2 لسنة 1971، استناذًا لنص المادة 46 من الدستور الدائم والتي أعطت رئيس المجلس الجمهوري حق تعيين 20% من أعضاء المجلس لملئ الاحتياجات في التخصصات المطلوبة لنشاط المجلس، ليصبح عدد أعضاء المجلس 159 عضوا كانوا يمثلون مختلف المناطق والاتجاهات والقوى السياسية في البلاد. مع أن الكيفية التي تمت بها العملية الانتخابية، كانت أقرب إلى مفهوم التزكية منها إلى الانتخاب، حيث كان المترشحون أو ممثليهم من المدن أو المناطق، يطوفون في الأحياء والحارات أو في القرى والعزل، لجمع التوقيعات من المواطنين لتزكية المرشح الذي يكون غالباً شيخ في القبيلة أو شخصية سياسية أو أحد علماء الدين أو الشخصيات الاجتماعية في المدينة، وكان القانون الانتخابي رقم 1 لسنة 1971م قد اعتمد منهج ما سمي بالانتخاب غير المباشر، حيث حددت المادة 10 من القانون ثلاث خطوات للعملية الانتخابية، تتم على شكل ثلاثة لقاءات انتخابية تصاعدية تبدأ بالقرية، فالعزلة ثم الناحية (المديرية)، التي ينتخب عنها ممثلا يصبح عضوا في مجلس الشورى.
| الأعضاء المنتخبون | الأعضاء المعينون والمقاعد الشاغرة |
| --- | --- |
| 1- أحمد يحيى الكحلاني ۲- أحمد منصور أبو أصبع ٣- أحمد علي المطري ٤- أحمد محمد الأكوع ه- أحمد علي مطهر المأخذي ٦- أحمد سعيد الصباري 7- أحمد عبد الواحد شجاع 8- أحمد زيد القليصي 9- أحمد محمد الكباب ١٠- أحمد حمود بشر 11- أحمد عبدربه العواضي ۱۲- أحمد عبدالله عبد الغني ١٣- أحمد علي الحيجنه ١٤- أحمد عبدالجبار نعمان ١٥- أحمد عبده الصراري ١٦- أحمد محمد الشهاري 17- أحمد بن أحمد البطلي ١٨- إسماعيل حسن العتمي 19- إسماعيل عوض حمنه ۲۰- أمين بن حسن أبوراس ۲۱- أمين علي محسن باشا ۲۲- حسين جار الله روكان ۲۳- حسين أحمد المحجب ٢٤- حسين علي القاضي ٢٦- حمود حمود عاطف ٢٥- حسين علوي ۲۷- حمود الصبري ۲۸- حميد دماج محـمد ۲۹- حمود سرحان ۳۰- حمود الأشـول ۳۱- راجح العراسي ٣٢- الرصاص بن حسين الرصاص ۳۳- زید مطيع دمـاج ٣٤- زيد علي عمران ٣٥- زيد بن زيد الجمره ٣٦- زيد علي الشامي ۳۷- سلطان عبده سـيف ۳۸- سعد طاهر الضباره ۳۹- صالح هادي دغسان ٤٠- صبار الجماعي ٤١- صلاح حسين الأعجم ٤٢- ضبعان بن ناجي ضبعان ٤٤- عبد الوهاب المؤيد ٤٣- طاهر أنعم غالب ٤٥- عبد الرحمن حميد ٤٦- عبده نعمان عطا ٤٧- عبد السلام خالد كرمان ٤٨- عبد الله محمد الحجي ٤٩- عبد الوهاب الشماحي 50- عبد الواحد الخرباش ٥١- عبد الوهاب الفضلي ٥٢ عبد الحفيظ بهران ٥٣ عبد الله حامس العوجري ٥٤- عبد الله أحمد صوفان ٥٥- عبد القوي حسين الحميقاني ٥٦- عبدالله قاسم صلاح ٥٧ - عبده محمد الحذيفي ٥٨- عبد الله عزي النوفاني ٥٩- عبد الله حسن الدعيس ٦٠ عبدالله بن حسين الأحمر ٦١ عبد الله ناجي العامري ٦٢ عبد الكريم السكري ٦٣ عبدالله عائض مرحب ٦٤- عبدالله محمد الصادق ٦٥- عبد الرحمن محمد السالمي ٦٦- عبد اللطيف الشغدري ٦٧- عثمان محجب ثواب ٦٨- عدنان صالـح ٦٩- عز الدين المؤذن 70- عمر أحمد سيف ۷۱- علي سيف الخولاني ۷۲- علي عبد الرحمن جحاف ۷۳ علي أحمد قاسم صلاح ٧٤- علي محمد الاكوع 75- علي مهدي شمسان ٧٦- علي إسماعيل سهيل ٧٧- علي عبد العزيز نصر 78- علي أحمد العزام ۷۹- علي أحمد حبيش 80- علي شعلان الغزي ٨١- علي بن ناجي الشائف 82- علي القبلي نمران ۸۳- علي أحمد البوني 84- علي محمد الخبال 85- علي عبد الله الكهالي ٨٦- علي إسماعيل بغوي ۸۷- علي فتح الله العشبي 88- علي أحمد الفاشق ۸۹- علي صغير شامي 90- علي أحمد كامل ۹۱- غالب علي سعيـد ۹۲- غالب عبدالله راجح ۹۳- فاضل بن فاضل الضبري ٩٤- قاسم الصديق الصديق ٩٥- محمد عبد الرحمن الرباعي ٩٦- محمد بن محمد الحمدي ۹۷- محمد أحمد القيري ۹۸- محمد أحمد المحطوري ۹۹- محمد سعيد ذي مرير ۱۰۰- محمد عبد الله أبكر ١٠١- محمد علي هديش ۱۰۲- محمد يحي منصر ۱۰۳- محمد بن محمد عبدالواحد ١٠٤- محمد حسين الغشمي ١٠٥- محمد مشعوف الأسلمي ١٠٦- محسن الهدار ۱۰۷- محمد عائض الحميري ۱۰۸- محمد علي المهدي ۱۰۹- محمد عبد القوي عائض ۱۱۰- محمد مصلح عبد الرب ۱۱۱- محمد عيسى أبراهيم ۱۱۲- محمد أحمد الصبري ۱۱۳- منصور عبدالله عبد الجبار ١١٤- مناجي دوم يحي ١١٥- ناصر أحمد العامري ١١٦- ناصر بن ناجي القوسي ۱۱۷- ناصر بن غالب الأحمر ۱۱۸- يحي منصور بن نصر ۱۱۹- يحي حسين حميد ١٢٠- يحي عبد الله العذري ۱۲۱- يحي محسن الغولي ١٢٢- يحي بالغيث القحم ۱۲۳- يحي محسن الجعماني ١٢٤- يحي محمد القاضي ١٢٥- يحي بن حسن شويل ١٢٦- يحي محسن الشعبي ۱۲۷- يوسف محمد الشحاري | الأعضاء المعينون 1- الشريف أحمد الضمين ۲- صالح عبد الله أبو لحوم ٣- عبد القادر بن عبد الله 4- محمد محمد المطاع ه- أحمد هاشم الشامي ٦- محمد أحمد السياغي 7- محمد عبدالله شـرده 8- إبراهيم محمد الوزير 9- ناصر علي البخيتي ١٠ عبد الله حسين الحلالي ١١- عبد الواحد محمد سنان ۱۲- عبد المحسن البقماء ۱۳- فيصل عبد الله مناع ١٤- محمد قاسم المتوكل ١٥- محمد علي شعبين ١٦- هادي مسعد عيطان ۱۷- عبده محمد الظرافي 18- محمد عبدالولي نعمان ١٩- سعـيد فرحان ۲۰- علي محمد سعيد ۲۱- محمد عبد الواسع حميد ٢٢- أحمد ناصر الذهـب ۲۳- أحمد سلامه ٢٤- حمود شاجره ٢٥- نعمان قائد راجح ٢٦- محمد لطف الصباح ۲۷- عبد الحميد الحدي ۲۸- حسن السحولي ۲۹- سليمان يحيى موسى دبابه 30-عبده محمد الجبلي ۳۱- يحي مصلح مهـدي ۳۲- عبد القادر مكرم المقاعد الشاغرة خلال مدة المجلس من فبراير 1971- أبريل 1975، خلت عدد من المقاعد نتيجة الوفاة أو تقديم الاستقالات، وتم مليء تلك المقاعد الشاغرة كما يلي: 1- حمود عبدالله الشائف بدلاً عن علي بن ناجي الشائف (توفي) ٢- أحمد محسن الرباعي بدلاً عن محمد علي شعبين (استقال) 3- حميد بحنان بدلاً عن علي أحمد العزام (استقال) ٤- أحمد محبوب بدلاً عن عبد القادر بن عبد الله (استقال) ه- محمد محسن الهدار بدلاً عن محسن الهدار (توفي) ٦- حمود بن حسن أبو راس بدلاً عن أمين بن حسن أبو راس (إستقال) 7- حسين عيظه الشعبي بدلاً عن حسین جار الله روكان (استقال) 8- عبد الله المسوري بدلاً عن عبد الكريم السكري (استقال) 9- عبد السلام العنسي بدلاً عن حسن السحولي (إستقال) ۱۰- محسن محمد الأكوع بدلاً عن صالح عبد الله أبو لحوم (توفي) ۱۱- علي عبدربه العواضي بدلاً عن أحمد عبدربه العواضي (توفي) ۱۲- عبده عبده غبير بدلاً عن عثمان محجب (استقال) ١٣- علي يحي مزرية بدلاً عن علي اسماعيل بغوي (استقال) 14- محمد علي المرتضى بدلاً عن علي أحمد كامل (استقال) 15- محمد عبد الله الصيلمي بدلاً عن عبد الله حامس العوجري (استقال) ١٦- عبد الوهاب الشقاقي بدلاً عن محمد عبدالله شرده (استقال) |
| إجمالي 127 عضوًا (= 80% من الأعضاء) | إجمالي 32 عضوًا (= 20% من الأعضاء) |

## أجهزة المجلس
حددت المادة (۸) من اللائحة الداخلية للمجلس أجهزة المجلس الرئيسية بالآتي:
مكتب المجلس
اللجنة الدائمة
اللجان المتخصصة

### مكتب المجلس
إستناداً إلى أحكام المادة (۱۳) من اللائحة الداخلية فقد شكل المجلس في أولى جلساته مكتب المجلس من:
١- الشيخ عبدالله بن حسين الأحمر رئيسًا للمجلس
۲- محمد الرباعي وكيل رئيس المجلس
3- يوسف الشحاري وكيل رئيس المجلس
4- عبد السلام خالد كرمان أمين عام المجلس

### اللجنة الدائمة
تتكون اللجنة الدائمة من مكتب المجلس ورؤساء اللجان المتخصصة. وتختص بممارسة الأمور العاجلة التي يختص بها المجلس في حال غيابه باستثناء الأمور المنصوص عليها في المواد (۱۱۸۹۰٨٤٦٥ ) من الدستور، والمتعلقة بسحب الثقة من الحكومة أو اتهام رئيس المجلس الجمهوري بالخيانة العظمى أو الموافقة على إعلان الحرب أو الطوارئ أو الهدنة أو الصلح أو إقرار الميزانية العامة للدولة وتعرض اللجنة الدائمة جميع أعمالها التي قامت بها أثناء غياب المجلس في أول جلسة للمجلس للموافقة عليها.

## مهام واختصاصات المجلس
حدد الدستور الدائم لعام ۱۹۷۰م واللائحة الداخلية للمجلس مهام مجلس الشورى المنتخب في العام 1971، في الجانبين التشريعي والرقابي. وفيما يلي أبرز المهام والصلاحيات المنوطة بالمجلس:
- اقتراح مشاريع القوانين واقتراح تعديلها، ودراسة وإقرار مشاريع القوانين المقدمة من الحكومة، بما في ذلك إقرار الموازنة العامة للدولة والموازنات المستقلة والملحقة وحساباتها الختامية، وكذلك مناقشة وإقرار البرامج والسياسات العامة للدولة، وتوجيه الأسئلة والاستجوابات للحكومة حول الأمور المتعلقة بأعمال الوزارات أو المصالح أو المؤسسات الحكومية.
- تقديم توصيات للحكومة في المسائل العامة. تشكيل لجان تحقيق أو تكليف عضو أو أكثر من أعضاء المجلس للتحقيق في أي أمر من الأمور الداخلة في اختصاص المجلس أو للتثبت من وقائع أوضاع تهم الصالح العام.
- المصادقة على المعاهدات والاتفاقيات.
- الفصل في صحة عضوية أعضائه أو إسقاط عضوية من فقد الشروط الواردة في الدستور أو في حال فقد أهليته المدنية.
- منح الثقة للحكومة أو حجبها عنها أو سحبها منها.
- ترشيح وانتخاب أعضاء المجلس الجمهوري.
- اتهام رئيس وأعضاء المجلس الجمهوري بالخيانة العظمى.
- الموافقة على إعلان الحرب أو الطوارئ أو الهدنة أو الصلح.

## تجميد المجلس
في 13 يونيو 1974، قامت حركة 13 يونيو بقيادة الرئيس إبراهيم الحمدي بانقلاب أبيض على رئيس المجلس الجمهوري القاضي عبد الرحمن الإرياني، والذي اضطر لتقديم استقالته بشكل سلس إلى رئيس مجلس الشورى عبد الله الأحمر الذي استقال بدوره، وتشكل على إثر ذلك مجلس رئاسي لإدارة شؤون البلاد، سمي مجلس القيادة برئاسة الحمدي، وكان من أولى القرارات التي أصدرها الرئيس الحمدي في اليوم التالي لقيام الحركة، أربعة قرارات جوهرية دفعة واحدة، ومنها البيان رقم (4) والذي قضى بتجميد مجلس الشورى، وتعليق العمل بالدستور الدائم، وإنشاء بدلًا عن ذلك اللجنة العليا للتصحيح المالي والإداري والجهاز المركزي للرقابة والمحاسبة. غير أن مجلس الشورى عاد لمزاولة نشاطه بعد صدور الإعلان الدستوري بتاريخ 22 أكتوبر 1974 بشأن تنظيم سلطات الدولة العليا خلال المرحلة الانتقالية، والذي منح المجلس فترة انتقالية لمزاولة نشاطه ابتداء من 5 نوفمبر 1974 حتى 29 أبريل 1975، حيث دخل بعدها مرحلة الحل نهائيا حتى حل بدلًا عنه مجلس الشعب التأسيسي الذي تم تشكيله بعد اغتيال الرئيس الحمدي من 99 عضوًا بالتعيين، بموجب إعلان دستوري أصدره مجلس القيادة برئاسة أحمد حسين الغشمي في 6 فبراير 1978.

## طالع أيضًا
مجلس النواب
مجلس الشورى 2001
مجلس الشورى اليمني (1988-1990)
مجلس الشعب التأسيسي (1978-1988)
مجلس الشورى اليمني (1971-1975)
المجلس الوطني (1969-1971)
المسيرة البرلمانية - مجلس النواب اليمني
خصوصية الحكم والوحدة: دراسة تحليلية - عبد الوهاب الروحاني (ص 157-168)